# Bosc de Zika
El bosc de Zika és un bosc tropical prop d'Entebbe, Uganda. Zika significa "descuidat" en l'idioma ganda. Com a propietat de l'Uganda Virus Research Institute (UVRI) d'Entebbe està protegit i restringit a la investigació científica. El bosc té una superfície de prop de 25ha al costat dels pantans de la Badia de Waiya, una entrada del Llac Victòria. L'accés fàcil i la combinació de diversos ecosistemes, el bosc de Zika és molt adequat per a l'estudi de mosquits. Segons el UVRI, la mida de l'àrea de recerca del bosc està al voltant de les 12 ha. El bosc té una rica biodiversitat de plantes i papallones nocturnes, i és llar d'al voltant de 40 tipus de mosquits. UVRI també manté un insectari.
El bosc és accessible als visitants per l'observació d'aus. L'ex-president dels EUA Jimmy Carter va visitar el bosc per aquest propòsit.